# Савин, Валерий Николаевич
Валерий Николаевич Савин (род. 3 января 1953) — советский хоккеист, нападающий.

## Биография
Практически всю карьеру провёл в клубах Горького «Чайка» (1970/71), «Торпедо» (1970/71 — 1973/74 — высшая лига), «Полёт» (1974/75 — 1975/76, 1977/78 — 1980/81). В сезоне 1976/77 играл за «Торпедо» Тольятти.